# Aaptosyax grypus
Aaptosyax grypus (reuzenzalmkarper) is een  straalvinnige vissensoort uit de familie van eigenlijke karpers (Cyprinidae). De wetenschappelijke naam is voor het eerst geldig gepubliceerd in 1991 door Rainboth. De zoetwatervis is alleen aangetroffen in de Mekong, vanaf Vientiane in Laos tot in Cambodja.
A. grypus kan tot 130 cm lang worden en tot dertig kilogram zwaar. De vis heeft een opvallende s-vormige knobbel aan de punt van de onderkaak en bovenkaak, een goed ontwikkeld vetooglid dat een derde van het oog bedekt en 74–85 poriënschubben op de laterale lijn.
De soort staat op de Rode Lijst van de IUCN als kritiek, beoordelingsjaar 2013, de trend van de populatie is volgens de IUCN dalend.
Sinds 2005 is de vis op twee locaties drie keer door vissers gezien en gevangen in de Mekong in Cambodja, in respectievelijk oktober 2020, juni 2022 en oktober 2023. Tot de laatste drie vondsten werd aangenomen dat de vis was uitgestorven.